# Václav Šašek z Bířkova
Václav Šašek z Bířkova (1. polovina 15. století – 2. polovina 15. století) byl český spisovatel a šlechtic. Pocházel z Plzeňska a původem byl zeman. Později byl za své zásluhy povýšen na rytíře. Bývá často považován za člena rodiny Šašků z Mezihoří, kterým však nebyl. Byl jedním z účastníků mírového poselstva krále Jiřího z Poděbrad (1465–1467, pod velením Lva z Rožmitálu). Poselstvo bylo složeno asi ze čtyřiceti českých pánů a rytířů. Účelem poselstva bylo dokázat zemím západní Evropy, že český národ není národem kacířů, ale národem oddaných katolických věřících. S tímto poselstvem dojel do Anglie, Nizozemí, Francie, Španělska a Portugalska, dostal se až na mys Finisterre (lat. Finis Terræ – „Konec Země“; až do Kolumbovy výpravy považován za západní konec obyvatelného světa). Zpět se vyslanci vraceli přes severní Itálii a rakouské země. Výpravu popsal v cestopisu.

## Dílo

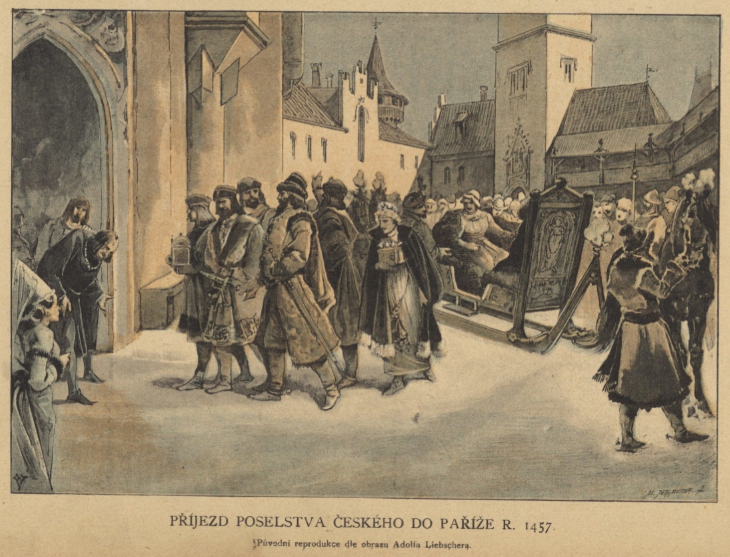
A. Liebscher: Příjezd poselstva českého do Paříže r. 1457 (Obrázkové dějiny národa českého, 1893)

Cestopis nese titul Deník o jízdě a putování pana Lva z Rožmitálu a z Blatné z Čech až na konec světa v letech 1465-67. Deník byl pravděpodobně napsán na přelomu 60. a 70. let 15. století. Původní český text se nedochoval. Známý je pouze latinský překlad, který roku 1577 pořídil pozdější olomoucký biskup Stanislav Pavlovský. Zpět do češtiny knížku přeložil nejdříve Josef Augustin Slavík, naposledy Bohumil Mathesius. Autorství cestopisu bylo dlouho nejisté, neboť byl původně vydán anonymně. Václava Šaška z Bířkova jako autora identifikoval až August Sedláček na začátku 20. století. Josef Dobrovský se před ním domníval, že jméno Šašek bylo označením povolání, tedy dvorního šaška (často byli i diplomaty), k čemuž poukazovalo i to, že v textu bylo slovo „šašek“ s malým počátečním písmenem. František Palacký se domníval, že autorem je rytíř Šašek z Mezihoří.
Cestovní deník realisticky popisuje diplomatickou cestu čtyřiceti poslů krále Jiřího z Poděbrad. Během cesty se několikrát účastnili také rytířských turnajů, které pořádali hostitelé na jejich počest. Autor se zajímal o zvyky, život a zeměpis navštívených zemí. Zaujala ho často architektura, města jako Milán, Benátky, Padova či Cordóba. Dosti nelichotivě se vyjadřuje o Angličanech. Z cesty byl pořízen ještě jeden cestopis, německy psaný, z pera Gabriela Tetzela z Gräfenbergu, německého kupce a bankéře, který se k poselstvu přidal v Norimberku. Šaškův cestopis inspiroval Aloise Jiráska k napsání knihy Z Čech až na konec světa.